# Schindler's List (soundtrack)
Schindler's List is de originele soundtrack, gecomponeerd door John Williams voor de gelijknamige film uit 1993 van Steven Spielberg. Het album werd op 7 december 1993 uitgebracht door MCA Records.
Het album bevat dramatische gecomponeerde filmmuziek van Williams, die voor een groot gedeelte gespeeld is door de viool solist Itzhak Perlman. Williams dirigeerde ook het orkest. De nummers 1,2,7,8 en 10 zijn uitgevoerd door 'The Boston Symphony Orchestra'. Op het album staan ook twee nummers op die door andere geschreven zijn. In het nummer "OYF'N Pripetshok And Nacht Aktion", hoor je het lied Oyfn Pripetchek dat geschreven is door Mark Warshawsky en het nummer "Yeroushalaim Chel Zahav (Jerusalem Of Gold)" is van het lied Jeruzalem van goud dat geschreven is door Naomi Shemer. De filmmuziek won in 1994 een Oscar (Best Music, Original Score) en in 1995 een Grammy Award (Best Instrumental Composition Written for a Motion Picture of for Television).
Op 5 februari 2016 zond NPO Radio 4 de 'Filmmuziek Top 40' uit. Samengesteld door de luisteraars, met op de eerste plaats Schindler's List.

## Musici
- Giora Fiedman - Klarinet
- Itzhak Perlman - Viool
- John Bilezikjian - Oed
- Tom Boyd - Hobo
- Bruce Dukov - Viool
- James Thatcher - Hoorn

## Nummers
| Nr. | Titel                                     | Duur  | Opmerkingen |
| --- | ----------------------------------------- | ----- | --- |
| 1   | Theme From Schindler's List               | 4:14  | Vioolsolist: Itzhak Perlman |
| 2   | Jewish Town (Krakow Ghetto - Winter '41)  | 4:48  | Vioolsolist: Itzhak Perlman |
| 3   | Immolation (With Our Lives, We Give Life) | 4:43  | |
| 4   | Remembrances                              | 4:19  | |
| 5   | Schindler's Workforce                     | 10:36 | |
| 6   | OYF'N Pripetshok And Nacht Aktion         | 3:51  | Koor: The Li-Ron Herzeliya Children's Choir (OYF'N Pripetshok) Dirigent: Ronit Shapira (OYF'N Pripetshok) Klarinet: Giora Feidman (Nacht Aktion) |
| 7   | I Could Have Done More                    | 5:52  | Vioolsolist: Itzhak Perlman |
| 8   | Auschwitz-Birkenau                        | 3:41  | |
| 9   | Stolen Memories                           | 4:17  | |
| 10  | Making The List                           | 5:06  | Vioolsolist: Itzhak Perlman |
| 11  | Give Me Your Names                        | 4:56  | |
| 12  | Yeroushalaim Chel Zahav (Jerusalem)       | 2:14  | Koor: The Ramat Gan Chamber Choir Dirigent: Hana Tzur                                                                                            |
| 13  | Remembrances (With Itzhak Perlman)        | 5:16  | Vioolsolist: Itzhak Perlman |
| 14  | Theme From Schindler's List (Reprise)     | 3:57  | |

## Hitnoteringen

### Nederlandse Album Top 100
| Hitnotering: 02-04-1994 t/m 10-09-1994 | Hitnotering: 02-04-1994 t/m 10-09-1994 | Hitnotering: 02-04-1994 t/m 10-09-1994 | Hitnotering: 02-04-1994 t/m 10-09-1994 | Hitnotering: 02-04-1994 t/m 10-09-1994 | Hitnotering: 02-04-1994 t/m 10-09-1994 | Hitnotering: 02-04-1994 t/m 10-09-1994 | Hitnotering: 02-04-1994 t/m 10-09-1994 | Hitnotering: 02-04-1994 t/m 10-09-1994 | Hitnotering: 02-04-1994 t/m 10-09-1994 | Hitnotering: 02-04-1994 t/m 10-09-1994 | Hitnotering: 02-04-1994 t/m 10-09-1994 | Hitnotering: 02-04-1994 t/m 10-09-1994 | Hitnotering: 02-04-1994 t/m 10-09-1994 | Hitnotering: 02-04-1994 t/m 10-09-1994 | Hitnotering: 02-04-1994 t/m 10-09-1994 | Hitnotering: 02-04-1994 t/m 10-09-1994 | Hitnotering: 02-04-1994 t/m 10-09-1994 | Hitnotering: 02-04-1994 t/m 10-09-1994 | Hitnotering: 02-04-1994 t/m 10-09-1994 | Hitnotering: 02-04-1994 t/m 10-09-1994 | Hitnotering: 02-04-1994 t/m 10-09-1994 | Hitnotering: 02-04-1994 t/m 10-09-1994 | Hitnotering: 02-04-1994 t/m 10-09-1994 | Hitnotering: 02-04-1994 t/m 10-09-1994 | Hitnotering: 02-04-1994 t/m 10-09-1994 |
| Week:                                  | 1                                      | 2                                      | 3                                      | 4                                      | 5                                      | 6                                      | 7                                      | 8                                      | 9                                      | 10                                     | 11                                     | 12                                     | 13                                     | 14                                     | 15                                     | 16                                     | 17                                     | 18                                     | 19                                     | 20                                     | 21                                     | 22                                     | 23                                     | 24                                     |                                        |
| -------------------------------------- | -------------------------------------- | -------------------------------------- | -------------------------------------- | -------------------------------------- | -------------------------------------- | -------------------------------------- | -------------------------------------- | -------------------------------------- | -------------------------------------- | -------------------------------------- | -------------------------------------- | -------------------------------------- | -------------------------------------- | -------------------------------------- | -------------------------------------- | -------------------------------------- | -------------------------------------- | -------------------------------------- | -------------------------------------- | -------------------------------------- | -------------------------------------- | -------------------------------------- | -------------------------------------- | -------------------------------------- | -------------------------------------- |
| Positie:                               | 98                                     | 71                                     | 44                                     | 38                                     | 27                                     | 26                                     | 28                                     | 33                                     | 35                                     | 34                                     | 39                                     | 40                                     | 48                                     | 56                                     | 56                                     | 54                                     | 60                                     | 73                                     | 79                                     | 75                                     | 83                                     | 94                                     | 94                                     | 91                                     | uit                                    |

### NPO Klassiek Filmmuziek Top 200
| Schindler's List in de NPO Klassiek Filmmuziek Top 200 | Schindler's List in de NPO Klassiek Filmmuziek Top 200 | Schindler's List in de NPO Klassiek Filmmuziek Top 200 | Schindler's List in de NPO Klassiek Filmmuziek Top 200 | Schindler's List in de NPO Klassiek Filmmuziek Top 200 | Schindler's List in de NPO Klassiek Filmmuziek Top 200 | Schindler's List in de NPO Klassiek Filmmuziek Top 200 | Schindler's List in de NPO Klassiek Filmmuziek Top 200 | Schindler's List in de NPO Klassiek Filmmuziek Top 200 | Schindler's List in de NPO Klassiek Filmmuziek Top 200 | Schindler's List in de NPO Klassiek Filmmuziek Top 200 |
| Jaar                                                   | 2016                                                   | 2017                                                   | 2018                                                   | 2019                                                   | 2020                                                   | 2021                                                   | 2022                                                   | 2023                                                   | 2024                                                   | 2025                                                   |
| ------------------------------------------------------ | ------------------------------------------------------ | ------------------------------------------------------ | ------------------------------------------------------ | ------------------------------------------------------ | ------------------------------------------------------ | ------------------------------------------------------ | ------------------------------------------------------ | ------------------------------------------------------ | ------------------------------------------------------ | ------------------------------------------------------ |
| Positie                                                | 1                                                      | 2                                                      | 4                                                      | 2                                                      | 1                                                      | 2                                                      | 2                                                      | 2                                                      | 2                                                      | 1                                                      |